# Achatinella abbreviata
Achatinella abbreviata é uma espécie extinta de gastrópode da família Achatinellidae; endémica do Arquipélago do Havaí.